# بخش چهارم اقتصاد
بخش چهارم اقتصاد شامل فعالیت هایی اقتصادی می‌شود که برپایه اطلاعات و اقتصاد دانش‌بنیان شکل می‌گیرند. برای نمونه چنین فعالیت‌هایی می‌شود به فناوری اطلاعات، رسانه و تحقیق و توسعه، خدماتی مثل تولید و به اشتراک‌گذاری اطلاعات، مشاوره، آموزش، برنامه‌ریزی مالی، وبلاگ نویسی و طراحی اشاره کرد.

در مدل سه بخشی اقتصاد پیش از همه به تولید مواد خام اولیه در بخش اول  پرداخته می‌شود. در بخش دوم این مواد خام وارد فرایند پردازش شده و تبدیل به کالاهای مختلف می‌شوند،‌ همین کالاها توسط بخش سوم اقتصاد در جامعه توزیع شده و توسط مشتریان مورد بهره‌برداری قرار می‌گیرند. 

برخلاف این چرخه که در آن در هر مرحله از خروجی مرحله قبلی استفاده می‌شود، بخش چهارم اقتصاد به طور مستقیم از بخش‌های دیگر تغذیه نمی‌شود.

اما دلیل اضافه شدن این بخش به نظریه سه بخشی اقتصاد به شکل‌گیری تدریجی آن در اقتصادهای توسعه‌یافته برمی‌گردد. در یک اقتصاد مدرن، تولید، تحلیل و نشر اطلاعات به قدری اهمیت بالایی پیدا می‌کند که لازم است آن را تحت عنوان یک قسمت مجزا مورد بررسی و مطالعه قرار داد. در کشورهای توسعه‌یافته، مشاهدات نشان می‌دهند بخش اول و دوم، قسمت کوچکی از اقتصاد را تشکیل می‌دهند؛ در حالی‌که در کشوری مثل بریتانیا ۷۶٪ نیروی کار در بخش های سوم و چهارم اقتصاد مشغول فعالیت هستند.